# Santo António das Areias
Santo António das Areias ist eine Gemeinde (Freguesia) im portugiesischen Kreis (Concelho) von Marvão. In ihr leben 961 Einwohner (Stand 19. April 2021).

## Geschichte
Die vorgeschichtliche Besiedlung des Gebietes ist belegt, neben Hinweisen auf eine aufgegebene Siedlung der Castrokultur vor allem durch jungsteinzeitliche Grabstätten. Die bedeutendste dieser Antas befindet sich heute im Museu Etnológico in Lissabon. Seither haben Menschen hier vermutlich erst wieder dauerhaft im 5. Jahrhundert gelebt, nach Untergang der nahen römischen Stadt Ammaia (heute São Salvador da Aramenha). Erstmals offiziell dokumentiert wurde der Ort erst 1569, als bereits eigenständige Gemeinde. Anfang des 18. Jahrhunderts wuchs die Gemeinde und entwickelte gemäß der Kirchenchronik nun ein lebendigeres Eigenleben.
Santo António das Areias gehört seit Gründung der Gemeinde zum Kreis Marvão, mit einer Unterbrechung von 1895 bis 1898, als es zu Castelo de Vide gehörte.

## Kultur und Sehenswürdigkeiten
Die Gemeinde liegt im Naturschutzgebiet der Serra de São Mamede. Wanderwege durchlaufen das bergige und bewaldete Gebiet, und Aussichtspunkte bieten weite Ausblicke.
Der Ort verfügt über eine denkmalgeschützte Stierkampfarena (port.: Praça de Touros) der dritten Kategorie, in der also nicht die großen Corridas des Landes stattfinden, jedoch reguläre jährliche Stierkämpfe.
Weitere Baudenkmäler des Ortes sind einige öffentliche Gebäude, Sakralbauten, Steinbrunnen, eine Brücke, und das Hotelgebäude Hotel Boutique O Poejo, das heute ein Vier-Sterne-Hotelbetrieb ist, und 1919 das erste Hotel im Kreis war.
Im Gemeindegebiet ist der Menhir Água da Cuba zu sehen, neben fünf, hier Antas genannten Megalithanlagen. Die städtische Multifunktions-Sporthalle, das städtische Schwimmbad, der Fußballplatz der Gemeinde, ein Wochenmarkt auf der Praça de Hortaliça (dt.: Platz des Gemüses), und ein Aussichtspunkt (port.: Miradouro) sind weitere Anziehungspunkte für Bewohner und Besucher. Auch ein Campingplatz liegt in der Gemeinde, am Ort Asseiceira.

## Verwaltung
Santo António das Areias ist Sitz einer gleichnamigen Gemeinde (Freguesia). Sie besteht aus folgenden Ortschaften:
- Abegoa
- Cabeçudos
- Ranginha
- Asseiceira oder Relva da Asseiceira
- Santo António das Areias

Daneben existieren einzelne verstreute Wohnbereiche im Gemeindegebiet.